# Massacres dans le train fantôme
Pour plus de détails, voir Fiche technique et Distribution.
Massacres dans le train fantôme (The Funhouse) est un film américain réalisé par Tobe Hooper et sorti en 1981.

## Synopsis
En manque de sensations fortes, quatre amis décident de passer clandestinement la nuit à l'intérieur d'un train fantôme. C'était sans compter sur le fils du propriétaire, un être monstrueux et mentalement dérangé, qui va prendre un malin plaisir à leur faire regretter leur intrusion.

## Fiche technique
- Titre français : Massacres dans le train fantôme
- Titre original : The Funhouse
- Réalisation : Tobe Hooper
- Scénario : Lawrence J. Block
- Musique : John Beal
- Photographie : Andrew Laszlo
- Montage : Jack Hofstra (de)
- Maquillages : Rick Baker
- Production : Steven Bernhardt et Derek Power

Producteur délégué : Mark L. Lester et Mace Neufeld
Producteur associé : Brad Neufeld
- Sociétés de production : Universal Pictures, Mace Neufeld Productions et CFI Hollywood
- Société de distribution : Universal Pictures
- Pays de production :  États-Unis
- Langue originale : anglais
- Format : Couleurs - 2,39:1 - Dolby - 35 mm
- Genre : horreur (slasher)
- Durée : 96 minutes
- Dates de sortie : 
  - États-Unis : 13 mars 1981
  - France : 24 juin 1981
- Classification[1] :
  - États-Unis : R
  - France : interdit aux moins de 16 ans
- Affiches : Bill Gold (États-Unis), Michel Landi (France)

## Distribution
- Elizabeth Berridge (VF : Amélie Morin) : Amy Harper
- Cooper Huckabee (VF : José Luccioni) : Buzz Dawson
- Largo Woodruff (VF : Chris Verger) : Liz Duncan
- Miles Chapin (en) (VF : Bernard Jourdain) : Richie Atterbury
- Kevin Conway (VF : Henry Djanik) : Funhouse / Conrad Straker / Freakshow / Stripshow Barkers
- Sylvia Miles (VF : Paule Emanuele) : Madame Zena
- Shawn Carson : Joey Harper
- Jeanne Austin : Mme Harper
- Jack McDermott (VF : Michel Bardinet) : M. Harper
- Wayne Doba : le monstre / Gunther Straker
- William Finley (VF : Sady Rebbot) : Marco le Magnifique
- Ralph Morino : le conducteur du camion
- David Carson : le geek
- Sonia Zomina : la femme au sac
- Herb Robins : le directeur
- Mona Agar : la danseuse

## Production
Steven Spielberg avait demandé à Tobe Hooper de réaliser E.T., l'extra-terrestre (1982), mais ce dernier déclina la proposition pour se concentrer sur Massacres dans le train fantôme. Les deux hommes travailleront néanmoins ensembles dès l'année suivante sur Poltergeist (1982).
Le tournage s'est déroulé aux studios Norin de North Miami, en Floride. Cet État a notamment été choisi en raison des règles moins strictes sur le travail des enfants-acteurs.
Le film a rapporté 8 000 000 € pour un budget de près de 3 000 000 $.

## Novélisation
Dean Koontz a écrit une novélisation du film, sous le pseudonyme d'Owen West. Il a ajouté de nombreux éléments originaux non présents dans le scénario. Entre ce fait et celui de la sortie du livre avant celle du film à cause des retards pris durant la phase de postproduction, il est souvent considéré, à tort, que le film est tiré du roman.

## Commentaire
La séquence d'ouverture est un hommage aux films Psychose (1960) et Halloween, la nuit des masques (1978).